# Bitter Sweet Symphony
«Bitter Sweet Symphony» (укр. Гірко-солодка симфонія) — це пісня гурту The Verve, яку написав Річард Ешкрофт. Вона була випущена як перший сингл з альбому «Urban Hymns» влітку 1997-го року.
«Bitter Sweet Symphony» стала великим міжнародним хітом. Саме з нею, у багатьох меломанів світу, асоціюється творчість The Verve. Сингл піднялася до другої сходинки у сингл-чарті Великої Британії, а також посів 18 сходинку у Billboard 200. Реліз здобув золотий диск від американської асоціації виробників фонограм (продано 500,000 примірників синглу). Після розпаду The Verve у 1999-му, Ешкрофт завжди виконує цю пісню на своїх сольних концертах. Як правило вона завершує виступ виконавця.

## Авторство
Лірику до пісні написав вокаліст Річард Ешкрофт; музично вона базується на семплі взятого зі симофонічної інтерпретації оркестра Ендрю Олдхема (Andrew Oldham Orchestra) пісні «The Last Time» 1965-го року, гурту Rolling Stones.. Після судової справи між The Verve та американською фірмою «ABKCO Music», авторами композиції були зазначені Річард Ешкрофт, Мік Джаггер та Кіт Річардс.

### Конфлікт
У The Verve була ліцензія на використання семплу оркестра Ендрю Олдхема. Але, незважаючи на це, у США кампанія «ABKCO Music», котрій належить бек-каталог Rolling Stones, подала позов до суду. Адвокати американської компанії ставили The Verve «надмірне» використання музики з оригінальної композиції. У тій судовій справі перемогу отримали представники «ABKCO Music». Весь фінансовий здобуток від синглу надійшов до американців.
Бас-гітарист Саймон Джонс так згадував цей інцидент:
|  | Спочатку нам повідомили, що ніби-то досягнута домовленість поділити прибутки порівну. Але коли вони побачили якого успіху досяг сингл — вони зажадали всі 100 відсотків від прибутків. |

## Список композицій
| CD сингл, диск 1          | CD сингл, диск 1                       | CD сингл, диск 1 |
| #                         | Назва                                  | Тривалість       |
| ------------------------- | -------------------------------------- | ---------------- |
| 1.                        | «Bitter Sweet Symphony» (Оригінал)     | 6:00             |
| 2.                        | «Lord I Guess I'll Never Know»         | 4:51             |
| 3.                        | «Country Song»                         | 7:50             |
| 4.                        | «Bitter Sweet Symphony» (Радіо-версія) | 4:35             |
| Загальна тривалість 23:16 |                                        |                  |

| CD сингл, диск 2          | CD сингл, диск 2                           | CD сингл, диск 2 |
| #                         | Назва                                      | Тривалість       |
| ------------------------- | ------------------------------------------ | ---------------- |
| 1.                        | «Bitter Sweet Symphony» (Розширена версія) | 7:52             |
| 2.                        | «So Sister»                                | 4:11             |
| 3.                        | «Echo Bass»                                | 6:39             |
| Загальна тривалість 18:42 |                                            |                  |

| Вінілове видання (7")    | Вінілове видання (7")                  | Вінілове видання (7") |
| #                        | Назва                                  | Тривалість            |
| ------------------------ | -------------------------------------- | --------------------- |
| 1.                       | «Bitter Sweet Symphony» (Радіо-версія) | 4:35                  |
| 2.                       | «So Sister»                            | 4:10                  |
| Загальна тривалість 8:45 |                                        |                       |

| Вінілове видання (12")    | Вінілове видання (12")                        | Вінілове видання (12") |
| #                         | Назва                                         | Тривалість             |
| ------------------------- | --------------------------------------------- | ---------------------- |
| 1.                        | «Bitter Sweet Symphony» (Оригінал)            | 6:00                   |
| 2.                        | «Lord I Guess I'll Never Know»                | 4:51                   |
| 3.                        | «Bitter Sweet Symphony» (James Lavelle Remix) | 5:51                   |
| 4.                        | «Country Song»                                | 7:50                   |
| Загальна тривалість 24:32 |                                               |                        |

| CD видання, промо | CD видання, промо                      | CD видання, промо |
| #                 | Назва                                  | Тривалість        |
| ----------------- | -------------------------------------- | ----------------- |
| 1.                | «Bitter Sweet Symphony» (Радіо-версія) | 4:35              |

| Європейське та Японське видання | Європейське та Японське видання        | Європейське та Японське видання |
| #                               | Назва                                  | Тривалість                      |
| ------------------------------- | -------------------------------------- | ------------------------------- |
| 1.                              | «Bitter Sweet Symphony» (Оригінал)     | 6:00                            |
| 2.                              | «Lord I Guess I'll Never Know»         | 4:51                            |
| 3.                              | «Country Song»                         | 7:50                            |
| 4.                              | «Bitter Sweet Symphony» (Радіо-версія) | 4:35                            |
| Загальна тривалість 23:16       |                                        |                                 |

| CD сингл                  | CD сингл                           | CD сингл   |
| #                         | Назва                              | Тривалість |
| ------------------------- | ---------------------------------- | ---------- |
| 1.                        | «Bitter Sweet Symphony» (Оригінал) | 5:58       |
| 2.                        | «Lord I Guess I'll Never Know»     | 4:52       |
| 3.                        | «So Sister»                        | 4:11       |
| 4.                        | «Echo Bass»                        | 6:39       |
| Загальна тривалість 21:40 |                                    |            |

| Касетне видання синглу    | Касетне видання синглу             | Касетне видання синглу |
| #                         | Назва                              | Тривалість             |
| ------------------------- | ---------------------------------- | ---------------------- |
| 1.                        | «Bitter Sweet Symphony» (Оригінал) | 5:58                   |
| 2.                        | «Lord I Guess I'll Never Know»     | 4:52                   |
| Загальна тривалість 10:50 |                                    |                        |

| CD видання, промо         | CD видання, промо                                                 | CD видання, промо |
| #                         | Назва                                                             | Тривалість        |
| ------------------------- | ----------------------------------------------------------------- | ----------------- |
| 1.                        | «Bitter Sweet Symphony» (Радіо-версія)                            | 4:16              |
| 2.                        | «Bitter Sweet Symphony» (Оригінал)                                | 5:57              |
| 3.                        | «Bitter Sweet Symphony» (Call Out Research Hook 1 (Вокал))        | 0:12              |
| 4.                        | «Bitter Sweet Symphony» (Call Out Research Hook 2 (Instrumental)) | 0:11              |
| Загальна тривалість 10:36 |                                                                   |                   |

| Вінілове видання (12"), промо | Вінілове видання (12"), промо                              | Вінілове видання (12"), промо |
| #                             | Назва                                                      | Тривалість                    |
| ----------------------------- | ---------------------------------------------------------- | ----------------------------- |
| 1.                            | «Bitter Sweet Symphony» (James Lavelle Remix)              | 5:50                          |
| 2.                            | «Bitter Sweet Symphony» (Альбомна версія)                  | 5:57                          |
| 3.                            | «Bitter Sweet Symphony» (James Lavelle Instrumental Remix) | 5:50                          |
| Загальна тривалість 17:37     |                                                            |                               |

## Визнання
- Журнал Rolling Stone вніс «Bitter Sweet Symphony» до списку 500 найкращих пісень усіх часів.[18]
- У травні 2007 року, журнал NME розмістив «Bitter Sweet Symphony» під номером 18 в символічному списку «П'ятдесяти найкращих інді-гімнів всіх часів».[19]
- У вересні 2007, британський журнал «Q» розмістив «Bitter Sweet Symphony» у своєму списку «Десяти найкращих пісень».[20]
- У онлайн-опитуванні «Hottest 100 of All Time, 2009» австралійської радіо-станції Triple J, композиція зайняла 14 місце.
- Електронний журнал Pitchfork Media's заніс композицію під 29 номером до списку «200 найкращих пісень 90-х».[21]